# Johannes van Dam

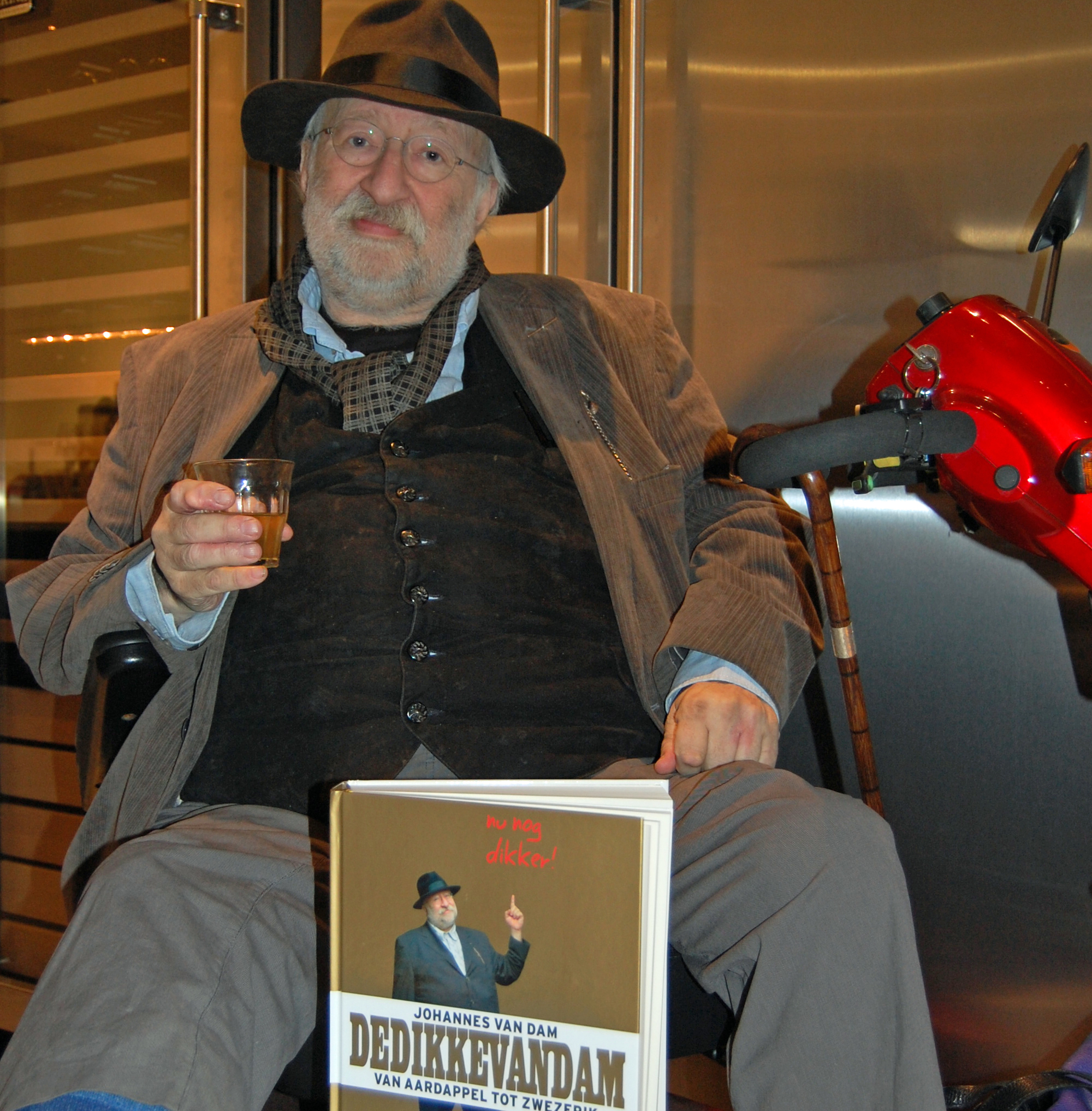
Johannes van Dam 2012

Johannes van Dam (* 9. Oktober 1946 in Amsterdam; † 18. September 2013 in Amsterdam) war ein niederländischer Journalist und Gastronomiekritiker. Van Dam schrieb regelmäßig Restaurantrezensionen sowie andere kulinarische Artikel für die Amsterdamer Tageszeitung Het Parool.

## Werdegang
Van Dam studierte Medizin und Psychologie und war von 1967 bis 1981 u. a. für Het Vrije Volk und Haagse Post tätig. Danach betrieb er eine Buchhandlung in Amsterdam, die sich auf Kochbücher spezialisierte. Ab 1986 schrieb er Beiträge für die niederländische Zeitschrift Elsevier. 1989 verkaufte er seine Buchhandlung und widmete sich ausschließlich dem Schreiben von kulinarischen Kolumnen für Het Parool und die belgische Tageszeitung De Morgen, neben Elsevier. Mittelmäßige oder gar vernichtende Restaurantrezensionen von Johannes van Dam in Het Parool führten mitunter dazu, dass die betreffenden Restaurants ihre Türen schließen mussten, weil die Leser dem Urteil seiner Rezensionen allgemeinhin voll vertrauten. Restaurants mit sehr guten Rezensionen dagegen konnten darauf vertrauen, dass es einen extremen Besucherandrang geben würde. Viele Restaurants hingen sogar Kopien der positiven Rezensionen im Eingangsbereich ihrer Etablissements auf. In den letzten Jahren wurde ihm nachgesagt, dass er viel mildere Rezensionen schreiben würde. Er selbst führte das darauf zurück, dass das gastronomische Niveau in Amsterdam, auch dank seiner Bemühungen, inzwischen deutlich höher lag als in früheren Jahren. Johannes van Dam veröffentlichte im Jahr 2005 ein kulinarisches Nachschlagewerk betitelt De Dikke Van Dam (er war selbst durchaus korpulent, aber das Buch hatte auch mehr als 850 Seiten). Zusammen mit Joop Witteveen hat er im Laufe der Jahre eine riesige gastronomische Bibliothek mit 60.000 Titeln aufgebaut, die schrittweise der Universität von Amsterdam übertragen wird. Er litt lange an Herz- und Nierenproblemen sowie Diabetes und verstarb schließlich am 18. September 2013 in einem Amsterdamer Krankenhaus.